# 珊瑚虫

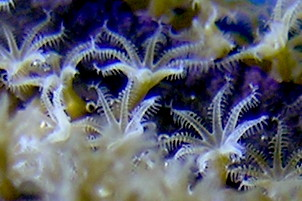
水族箱中的軟珊瑚珊瑚蟲

珊瑚蟲是刺胞動物門中的兩種形態之一，另一種是水母。珊瑚蟲形狀大致為圓柱形，身體呈花瓶狀。單獨生活的珊瑚蟲通過稱為足盤的圓盤狀結構附著在基質上，而群體中的珊瑚蟲則相互連接。口部位於身體的頂端，並被一圈觸手包圍。

## 類別
在海葵和珊瑚組成的珊瑚蟲綱中，個體總是以珊瑚蟲的形式存在；而在水螅綱中，個體可以是珊瑚蟲或水母，大多數物種經歷一個包含珊瑚蟲階段和水母階段的生命週期。在真正的水母綱中，水母階段是主要的，珊瑚蟲階段可能存在也可能不存在。

## 解剖結構

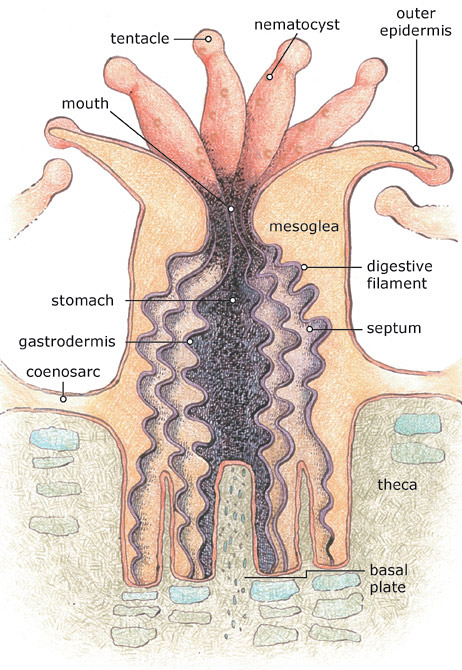
珊瑚蟲的身體結構

珊瑚蟲的身體結構可以類比於一個由兩層細胞組成的囊袋。外層稱為外胚層，內層稱為內胚層（或稱為胃胚層）。在外胚層和內胚層之間有一層無結構的凝膠狀物質，稱為中膠，這是由身體壁的細胞分泌的。

## 繁殖
珊瑚蟲幾乎普遍通過出芽的方式進行無性繁殖。這種繁殖方式可能與性繁殖結合，或成為珊瑚蟲唯一的繁殖方式。在許多情況下，形成的芽不會與母體分離，而是保持連續，從而形成可能包含大量個體的群體。

### 無性繁殖
群體中的珊瑚蟲通過出芽形成群體或群落，這些群體可能達到很大的規模，並包含大量個體。構建珊瑚礁的珊瑚即是這樣的珊瑚蟲群體，它們通過形成堅固的骨骼來加強結構。

### 有性繁殖
在海葵中可能會發生性別彈性，這意味著從單個創始個體無性繁殖產生的克隆可以包含雄性和雌性個體（分枝體）。當形成卵子和精子（配子）時，它們可以在創始克隆內部自交或雜交，然後發育成游動的浮浪幼蟲。

## 威脅
由於過度捕撈、破壞性捕魚、沿海開發、污染、熱應力、海洋酸化、棘冠海星和入侵物種，全球75%的珊瑚受到威脅。 近幾十年來，珊瑚和珊瑚蟲所處的環境發生了變化，導致在世界許多地區觀察到珊瑚的新疾病，對已經受壓的動物構成更大風險。

## 外部連結
- . 2006年12月8日  [2019年6月5日]. （原始内容存档于2006年12月8日）.
- . Smithsonian Ocean.   [2019年6月5日]. （原始内容存档于2020年10月18日）.
- 美國商務部, 美國國家海洋和大氣管理局. . www.coris.noaa.gov.   [2019年6月5日]. （原始内容存档于2024年9月27日）.
- . coral.org.   [2019年6月5日]. （原始内容存档于2021年10月7日）.
- . www.icriforum.org.   [2019年6月5日]. （原始内容存档于2024年5月22日）.